# Famille de Bertrand
Pour les articles homonymes, voir Familles Bertrand.
La famille (de) Bertrand, en italien Bertrandi (en latin Bertrandis), plus tard sous la forme Bertrand de la Pérouse (ou Perrouse d'après d'anciens documents), est une ancienne famille noble établie en Tarentaise et Savoie vers le XIIIe siècle, peut-être originaire du Piémont.
La famille ont été compte des prélats et des officiers de haut rang auprès des comtes, puis ducs de Savoie. La famille s'est éteinte vers la fin du XIXe siècle.

## Héraldique
| Famille de Bertrand | Les armes de la famille de Bertrand se blasonnent ainsi : d'or, à un lion de sable, armé, couronné et lampassé de gueules., Support : deux lions du même,. Cimier : un lion issant de même,. Devise : SAPIENT ET CONFIENT ou SIMPLICITER ET CONFIDENTER (selon Besson),. |

## Histoire

### Origines
Les origines de la famille de Bertrand sont incertaines. Plusieurs hypothèses ont pu être mises en avant par les différents observateurs ou historiens, et présentées par le comte Amédée de Foras, dans son Armorial et nobiliaire de l'ancien duché de Savoie (1863).
La première hypothèse, la plus communément admise, indique qu'une branche de la famille Bertrandi (« Bertrand ») semblent s'installer en Savoie à partir du XIIIe siècle, notamment dans le bourg de Montmélian. Le comte de Foras précise que cette famille s'est « distinguée sous ce nom dès le XIIIe siècle ». Jean-Louis Grillet (1807) indiquait que cette famille se serait implantée dès la fin du XIIe siècle, confondant peut être avec une autre famille Bertrand. L'abbé et historien local, Félix Bernard, indique, dans son étude sur Les Origines féodales en Savoie-Dauphiné (Bernard), la présence à Montmélian d'une famille Bertrand dit de Châteauneuf— « il s'agit sans doute ici de la famille de Châteauneuf d'origine vicomtale » —, témoin notamment à la fondation de l'abbaye de Tamié (1132). Il mentionne également des Bertrandi de Montmélian, « Bertrand de Montmélian », mentionnés à partir de 1221, qui possédaient notamment des droits féodaux sur Francin.
Une seconde hypothèse que le comte Foras rapporte provient de François Augustin Della Chiesa, évêque de Saluces, qui leur prêtait pour ancien nom « De Montmélian », changé plus tard en celui de « De Bertrand »,, tout en soulignant qu'il n'existe aucune preuve venant confirmer cette assertion. Les premiers seigneurs auraient été ainsi les bâtisseurs de la forteresse de Montmélian, là encore sans preuve. Toutefois, le comte de Foras précise qu'il existait dans les environs un lieu-dit « Mons Bertrandorum »,.
Les Bertrand auraient été seigneurs de Montmélian. Grillet avance ainsi que « Hugues II vendit à Philippe, comte de Savoie, tous ses droits sur le château et la ville de Montmélian, par contrat des 5 avril et 7 mai 1272 », s'appuyant sur la « Corona reale di Savoia ». L'ouvrage indique : « Bertrandi che si dicevano prima di Momigliano o perche fossero signori d'esso casstello o pure  principali della terra… » (feuille no 19) et plus loin, « Chiamosset e Perosa di casa gia detti de Momiliano e indi Bertrandi » (feuille no 23). Les extraits n'indiquent pas particulièrement que les Bertrand étaient les maîtres de la future capitale du comté de Savoie.
Des membres de cette famille ont pu posséder certains des droits féodaux sur cette ville, aux XIVe – XVe siècle.
Le comte de Foras indique, par ailleurs, une troisième hypothèse d'origine de la famille, dont les premiers membres auraient suivi la comtesse Cécile des Baux au XIVe siècle. Toutefois, cette thèse est présentée comme fausse puisque des membres de cette famille étaient déjà mentionnés depuis au moins un siècle.
Sur l'origine géographique de la famille, les différents auteurs s'accordent sur la provenance très probable du Val de Suse, en Piémont,,,.

### Implantation en Tarentaise
Le comte de Foras donne comme premier représentant de cette famille, un chevalier Jean de Bertrandis, venu se marier avec une demoiselle Bruysson/Bruisson, en Tarentaise qui est alors un État ecclésiastique indépendant. Son épouse serait la sœur de l'archevêque-comte Aymon de Bruysson. Ils auraient eu pour fils Jean, chevalier et châtelain de la forteresse archiépiscopale de Saint-Jaquemoz pour son frère archevêque-comte, Guillaume/Willelme (qui suit), le premier a s'implanté à Montmélian, Hugues, prieur de Saint-Martin près d'Aime, Bertrand, archevêque-comte à la suite de son oncle, et Humbert, châtelain de Tournon. Le Cartulaire de Tarentaise mentionne en 1315 quatre frères, l'archevêque Bertrand, le prieur Hugues, Guillaume et Jean.
En 1284, puis 1296, une famille noble de Chamousset, qui possède le manoir de la Pérouse, au dessus de Saint-Marcel, est qualifiée dans des documents de Bertrand de Chamousset et de La Pérouse.

### Implantation en Savoie
Vers 1274, Guillaume/Willelme de Bertrand semble s'établir dans la ville de Montmélian (Foras), alors capitale du comté de Savoie. Il est témoin, et qualifié de chevalier, le 8 mars 1276, dans une transaction entre Béatrix, comtesse de Viennois et d'Albon, dame de Faucigny, et l'ancien sénéchal de Faucigny,. Son fils, Jean, porte le titre de seigneur de la Pérouse et de Chamousset en 1306,. Le château de la Pérouse se situe au dessus du « village d'Arbin, bien que situé sur le territoire de Montmélian ».
Lorsque la fille du duc de Savoie Victor-Amédée Ier, Henriette-Adélaïde, épouse Ferdinand-Marie, Duc-électeur de Bavière, en 1652, une partie de la noblesse savoyard, comme les Bertrand de La Pérouse, la suit à la cour de Munich. Le chevalier Louis de La Pérouse (†683) est fait premier capitaine des gardes du corps de l'Électeur et sa sœur devient première dame de la Clé d'Or.
Lorsque le comte de Foras rédige son ouvrage (fin XIXe siècle), il indique que la famille est représentée par mesdames de Gise et d'Henin, vivant en Bavière.

## Possessions
Liste non exhaustives des possessions tenues en nom propre ou en fief de la famille de Bertrand :
En Vallée de Suse, Piémont

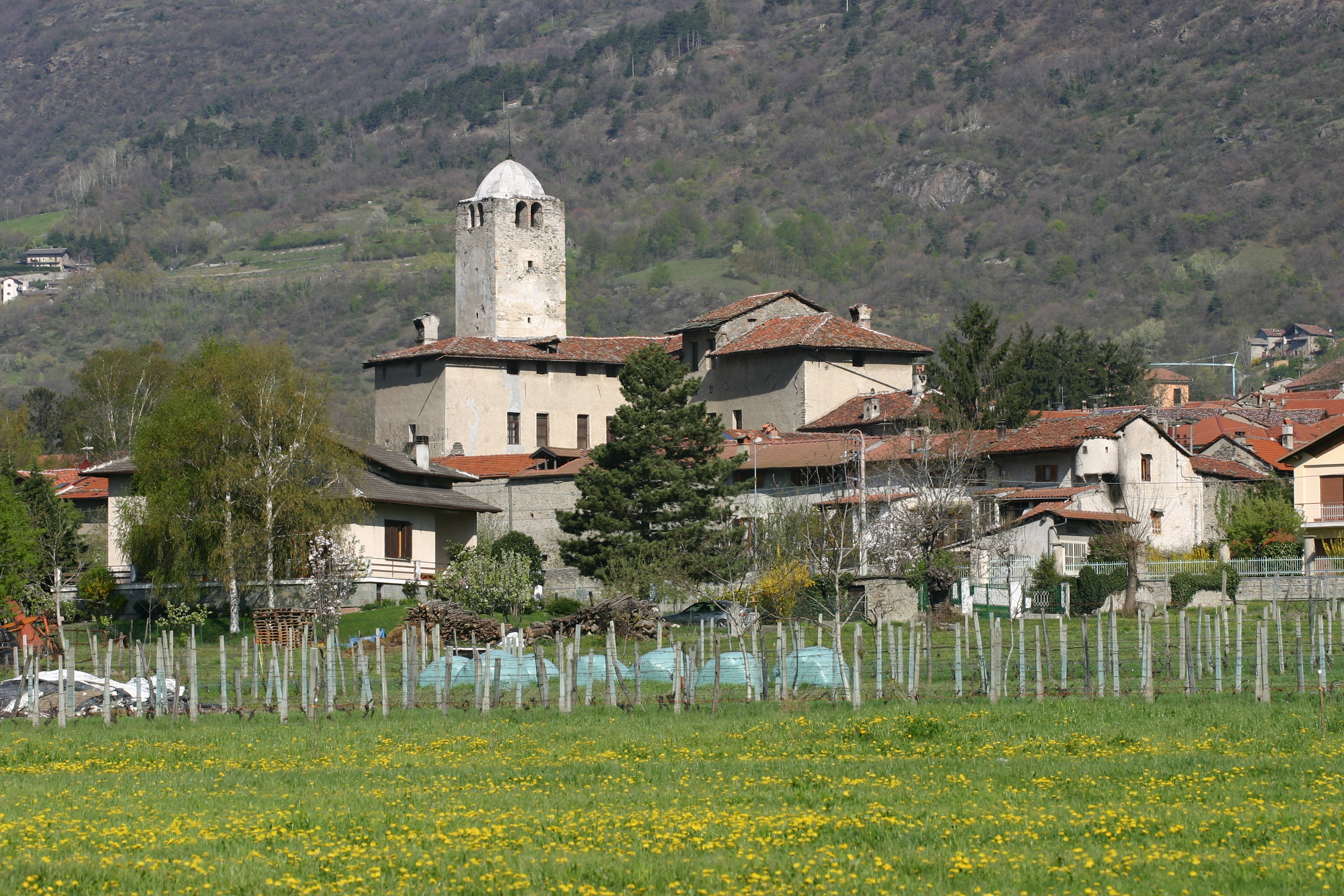
Château de Bruzolo
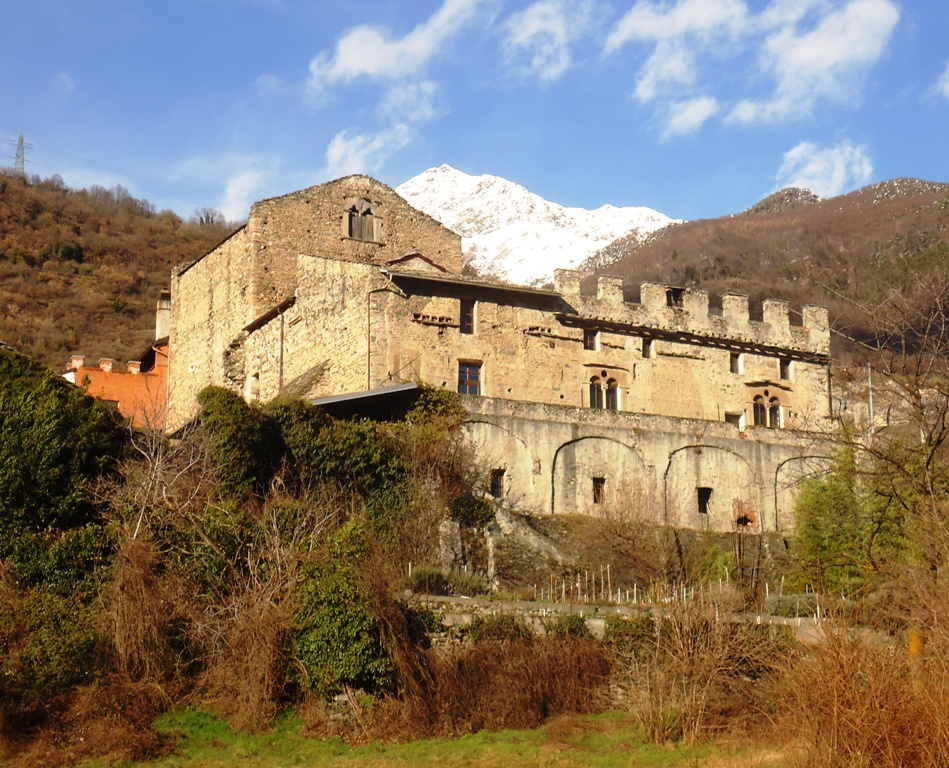
Château de Chianocco
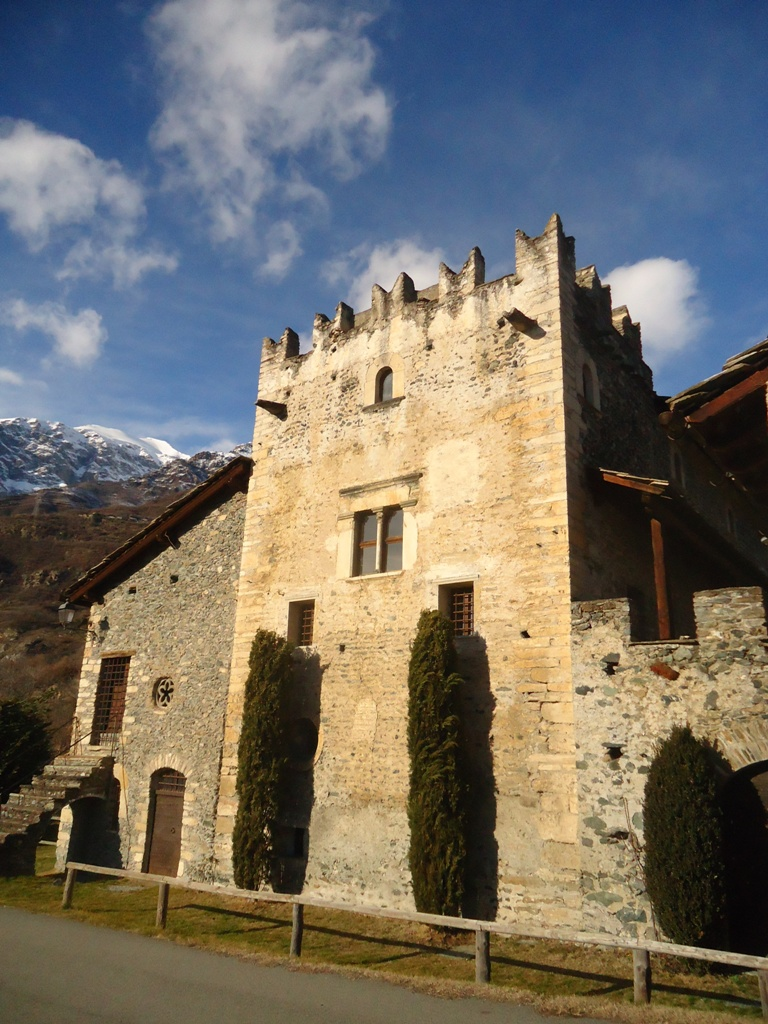
Maison forte de Chianocco
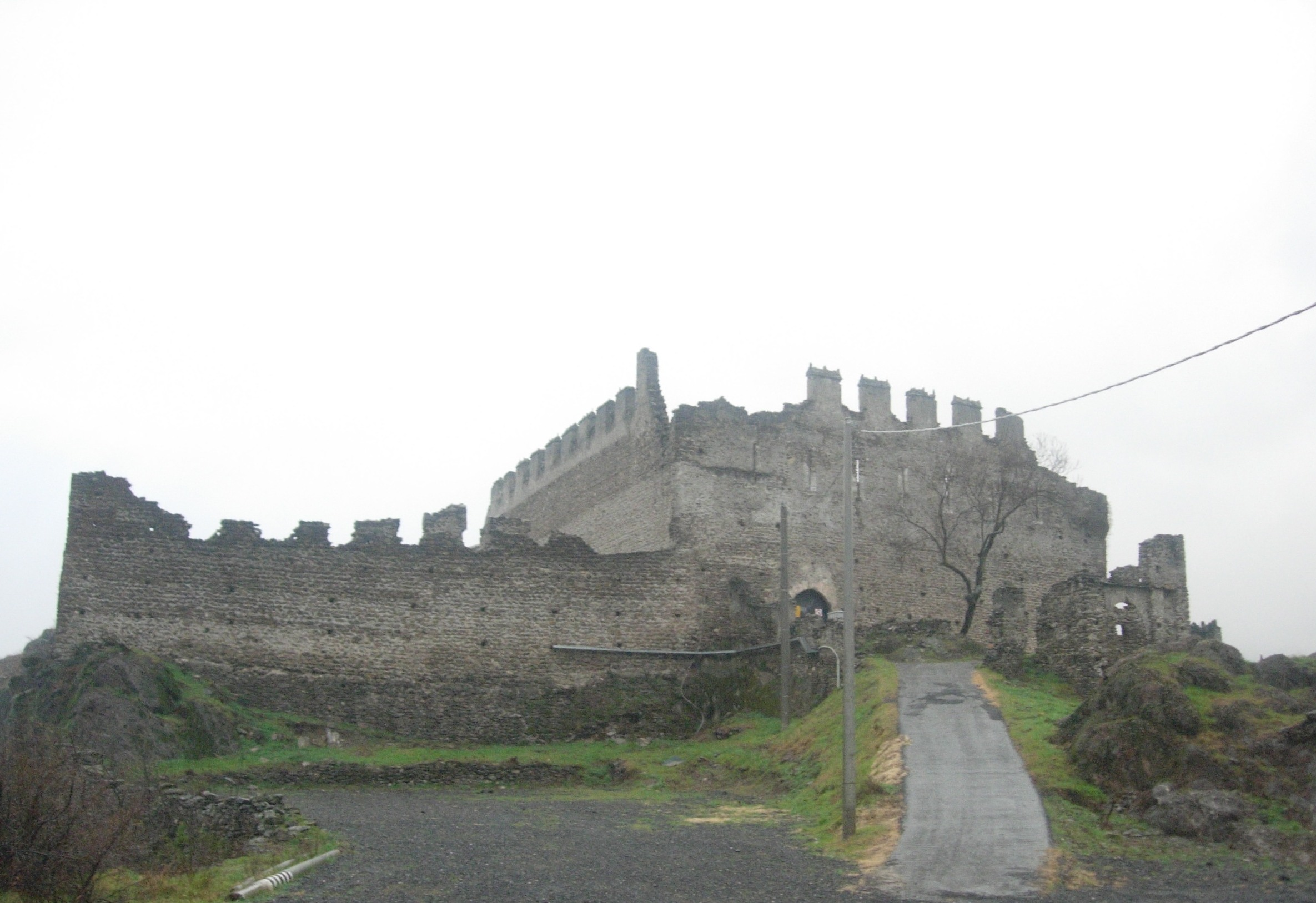
Château de San Giorio di Susa
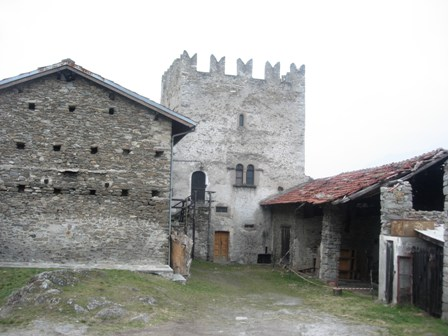
Maison forte de San Giorio di Susa
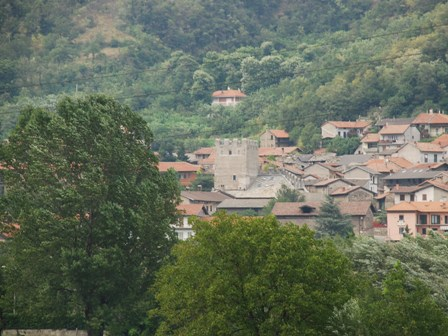
Maison forte de San Didero

- château de Bruzolo, à Bruzolo (fondée en 1227).
- château de Chianocco.
- maison forte de Chianocco.
- château de San Giorio di Susa.
- maison forte de San Giorio di Susa.
- maison forte de San Didero.
- maison forte de Villar-Fouchard.

En Savoie
- hôtel particulier, rue Croix-d'Or, à Chambéry[2].
- château de Caramagne, à Chambéry.
- château de La Mar, à Jongieux (1713-1818)/
- château de la Pérouse, à Montmélian[2], début XIVe siècle (avant ?)-1810[19].
- manoir de la Pérouse, à Saint-Marcel[16] (1284[17], 1296[15]).

## Titres
Les membres de la famille de Bertrand ont porté, au cours des périodes, les titres suivants, :
- en val de Suse : seigneurs de Brussol (Bruzolo) en 1227, puis Chanoux (Chianocco), puis de Saint-Joire/Geoire (San Giorio di Susa), et seigneur de Villar-Fouchard (Villar Focchiardo) puis vicomte (le 1er février 1326 par le comte de Savoie Édouard le Libéral (Prince de Piémont) pour services rendus) ;
- en Savoie, Bresse et Bugey, Tarentaise : seigneurs de La Perrouse, de Chamousset, de Villarosset, puis marquis de Chamousset (1681) et de Thônes (1695), comtes de Saint-Rémy, d'Evieu et de La Perrouse, barons de Quintal, du Villard/Villars-sous-Salève (Archamp) et de Gilly, seigneurs de Bourgneuf, Bonvillard (1673 à 1801)[5], Molettes, Montfort (Archamp), Rougemont, Arvey, etc.

## Charges
Certains membres ont été châtelains :
- Conflans (1347-1349), au nom du comte de Savoie.
- Féternes (1222), au nom du comte de Savoie.
- Saint-Jacques (1290), au nom de l'archevêque[12],[13].
- Tournon et d'Ugine (1291-1295), au nom du comte de Savoie[12],[22].

## Personnalités
On retrouve les membres de cette familles occuper des charges ou des fonctions prestigieuses, tant dans la magistrature qu'au sein de l'Église, en Savoie.

### Laïcs
- François (de Bertrand) de La Pérouse († 26 janvier 1680), premier président du Sénat de Savoie (1659)[23] et commandant général « en deçà les monts »[2]. Représentant du duc de Savoie au traité des Pyrénées en 1660 ;
- Victor-Emmanuel (de Bertrand) de La Pérouse, fils du précédent[2], premier président du Sénat de Savoie (1691)[23] ;
- Jean Antoine de La Pérouse, ambassadeur[2] ;
- Victor de Bertrand (vivant en 1713), ∞ Marie-Anne de La Mar, dernière du nom, lui apporte le fief de La Mar, le 7 juin 1713[24]. Sa mère, Christine de Valpergue, lui lègue le marquisat de Thônes[25], qu'elle tient de son frère Joseph de Valpergue (mort en 1695) ;
- Joseph Pantaléon de Bertrand (vivant en 1734), comte de Vieux ou de Evieux, ∞ (1734) Adélaïde de Bertrand, sa cousine[26] ;
  - Thérèse-Lucie de Bertrand (vivante en 1766 et encore cité en 1818), ∞ (1766) Claude-Nicolas-Julien, comte de Montmayeur et 5e marquis d'Arvillars, elle vend, en 1818, le château de La Mar à Benoît de Boigne[26] ;
- François-Joseph de Bertrand, († 1816 à Munich), comte de La Pérouse dit Saint-Rémy, colonel de cavalerie dans les armées sardes, dernier descendant mâle[27].

### Religieux
Plusieurs prieurs à Saint-Nicolas d'Arbin, aux XIIIe et XIV siècles.
- Bertrand Ier de Bertrand, archevêque-comte de Tarentaise (1297-1334), fils de Jean de Bertrand[12]. Lors de la succession au trône du comté à la mort d'Édouard de Savoie, il préside les États généraux de Savoie. La fille du comte, Jeanne, épouse de Jean III, duc de Bretagne, réclame son héritage, étant la seule héritière. L'archevêque apporte la réponse suivante : « que par une ancienne coutume du pays de Savoie, les filles ne succédaient jamais à sa couronne pendant qu'il y avait des mâles ; et que les États de Savoie ne tombaient jamais de lance en quenouille. » ;
- Messire Hugues, prieur de Saint-Martin d'Aime[12] ;
- Jean III de Bertrand († 1365), fils de Jean de Bertrand, petit-neveu des précédents, évêque de Lausanne (1341-1342), puis archevêque-comte de Tarentaise (1342-1365)[12],[29] ;
- Jean V de Bertrand († 142), fils de Pierre de Bertrand et d'Antoinette Séchal, évêque de Genève (1408-1418), puis archevêque-comte de Tarentaise (1419-1432)[30] ;
- François de Bertrand de La Pérouse (1635-1695), fils de Victor-Emmanuel de Bertrand, homme d'église, prieur commendataire, docteur de Sorbonne, doyen de la Sainte-Chapelle de Chambéry, ce qui lui confère le rang de premier dignitaire ecclésiastique en Savoie[31]. Il a pu être surnommé le « Bossuet de la Savoie »[31] ;

Jean-Louis Grillet a considéré, dans son ouvrage Dictionnaire historique, littéraire et statistique des départements du Mont-Blanc et du Léman, que le cardinal Pierre Bertrand était issu de cette famille.